# Darapsa versicolor
Darapsa versicolor är en fjärilsart som beskrevs av Harris 1839. Darapsa versicolor ingår i släktet Darapsa och familjen svärmare. Inga underarter finns listade i Catalogue of Life.

## Bildgalleri

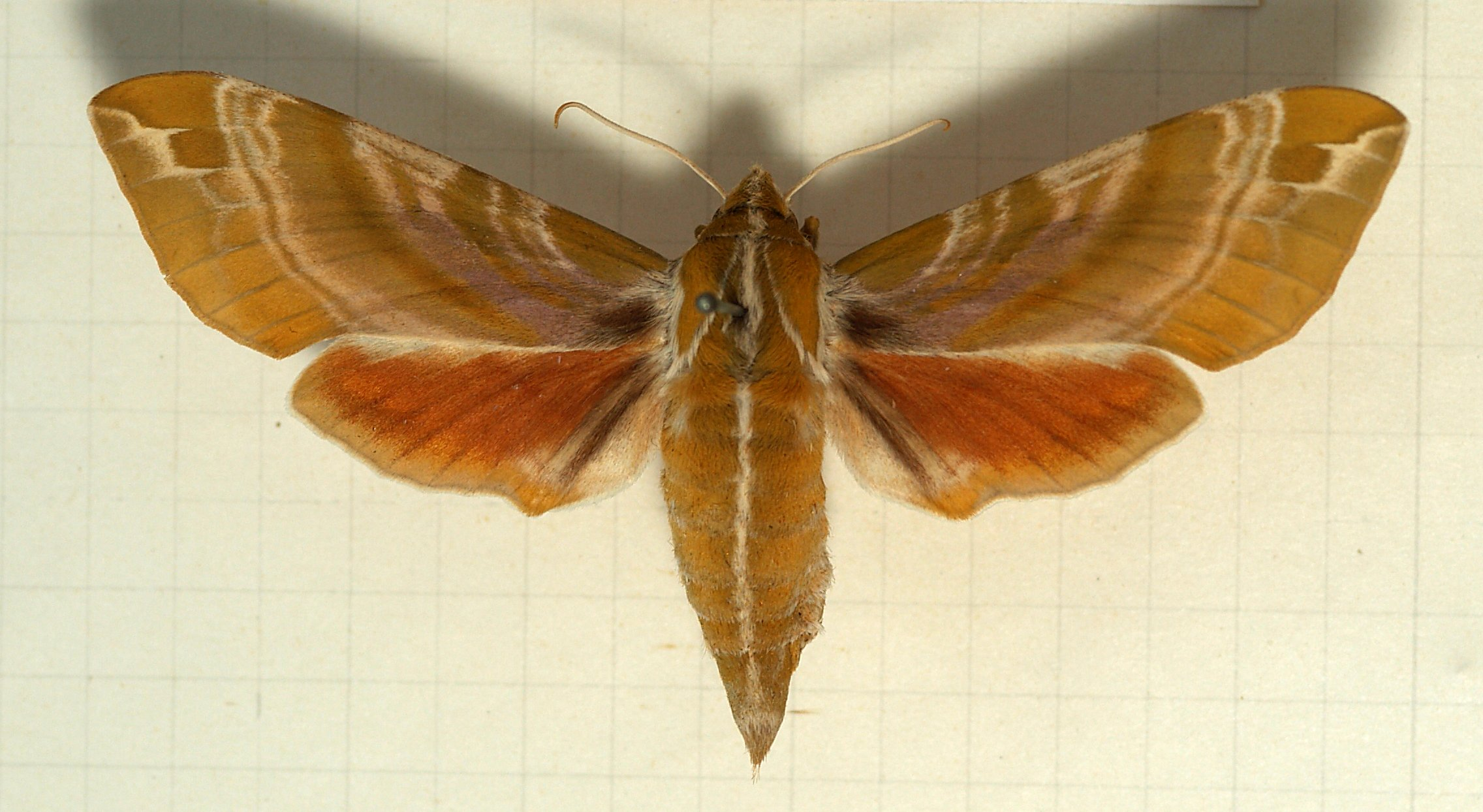